# Serra da Lousã
A Serra da Lousã é uma serra de Portugal Continental, com 1205 metros de altitude no ponto mais elevado (Alto de Trevim). Situa-se na transição do distrito de Coimbra para o de Leiria. Integra o ramo norte da Cordilheira Central, constituída pelas serras da Estrela, Açor e Lousã, fazendo também parte do Sistema Montejunto-Estrela. No topo a serra tem 439 metros de proeminência topográfica e 31,17 km de isolamento topográfico.
Esta serra abrange os concelhos de Miranda do Corvo, Lousã, Góis e Penela (no Distrito de Coimbra) e Castanheira de Pera e Figueiró dos Vinhos (no Distrito de Leiria).

## Fauna
No dia três de março de 1995 iniciou-se a reintrodução cervídeos, nomeadamente veados (Cervus elaphus) e corços (Capreolus capreolus) na Serra da Lousã. Ao longo de vários anos, foram reintroduzidos 120 animais. Em 2017, existem aproximadamente três mil animais a viver em estado selvagem numa área superior a cem mil hectares.

## Economia
A região do mel de Denominação de Origem Protegida da Serra da Lousã integra dez municípios: Arganil, Castanheira de Pera, Figueiró dos Vinhos, Góis, Lousã, Miranda do Corvo, Pampilhosa da Serra, Pedrógão Grande, Penela e Vila Nova de Poiares, nos distritos de Coimbra e Leiria. Em 2013, a produção do mel de urze ascendeu a vinte e sete toneladas.

## Património
A Capela de Santo António da Neve ergue-se no antigo Cabeço do Pereiro, no município de Castanheira de Pera. Em honra de Santo António de Lisboa, foi mandada construir por Julião Pereira de Castro, neveiro–mor da casa real, para apoio religioso no âmbito da produção local de gelo para a corte, passando assim o local a chamar-se Santo António da Neve.
Durante anos, esta capela esteve nas mãos de particulares, mas em 1954 foi adquirida pela Câmara Municipal de Castanheira de Pera e ficou na posse da Junta de Freguesia do Coentral.
A capela, bem como três dos antigos Poços da Neve que estão na sua proximidade, encontram-se classificados como Imóvel de Interesse Público desde 1986.

## Ligações Externas
- «Serra da Lousã»
- Roteiro pelas Aldeias do Xisto